# アルカリ・レイク・モンスター
アルカリ・レイク・モンスター（Alkali Lake Monster）とは、アメリカ合衆国ネブラスカ州のアルカリ湖に棲息するといわれる未確認動物。

## 概要
体長は約12m、灰色がかった茶色でワニのような姿をしており、目と鼻の間にはサイのようなツノらしき突起物があるとされ、水しぶきをあげたと言う目撃例もあるが定かではない。